# Церква святого Миколая в палаці генерал-губернатора
Церква св. Миколая — православний домовий храм у Києві, при палаці генерал-губернатора, збудований у 1863 році та зруйнований у 1920 році.

## Історія
1832 року було утворено Київське генерал-губернаторство, до складу якого увійшли Київська, Волинська та Подільська губернії. Тоді ж для резиденції генерал-губернатора графа Василя Левашова казна придбала двоповерховий мурований будинок, що містився в Липках, на розі Інститутської і Шовковичної вулиць, і який належав до того часу полковникові А. Іванову.
1863 року київський генерал-губернатор, генерал від інфантерії Микола Анненков влаштував у ньому на кошти Міністерства внутрішніх справ домову церкву в ім'я святителя Миколая. Освячення її, а одночасно і оновлених покоїв здійснив 16 лютого преосвященний Серафим, єпископ Чигиринський. 
До храму вели східці, прикрашені тропічними рослинами. Сам же він вражав відвідувачів своєю розкішшю, поєднаною із гарним смаком в оформленні. Красивими виглядали іконостас із іконами в ньому, сяючі золотом люстри й панікадила. Особливу увагу звертав на себе образ св. Миколая, оточений ликами святих Віри, Михаїла, Ольги, Єлизавети, Марії та Олександри. Золотий кіот для нього виготовило на свої кошти Київське міське товариство. Під час перебування у будинку храм неодноразово відвідували високі гості генерал-губернатора, а саме імператори Микола І та Олександр II, великий князь Микола Миколайович та інші.
Церква була, між іншим, доступною для всіх жителів Липок і відігравала роль центру громадського життя і місця зібрання близьких друзів, особливо перед великими святами. Окрім того, у ній відправлялися панахиди по померлих — 25 листопада 1865 року Миколаю Анненкову, 7 березня 1897 року — графині М. І. Ігнатьєвій тощо.
Своїм указом від 30 вересня 1914 року імператор Микола II ліквідував посаду київського генерал-губернатора. До будинку останнього перебрався, схоже, київський цивільний губернатор, який став використовувати домовий Миколаївський храм для задоволення власних духовних потреб. За часів Центральної Ради тут містилося до 29 квітня 1918 року її Міністерство внутрішніх справ, а при Гетьманаті — резиденція Павла Скоропадського.
У вересні 1919 року колишній генерал-губернаторський будинок оглядав глава американської місії генерал Джавід. Він побачив приміщення церкви в спустошеному і затопленому стані. Таким його зробили більшовики, які 5 лютого того самого 1919 року захопили були владу в Києві. Повикидавши на вулицю престол, іконостас та інше церковне начиння вони, працівники ГубЧК, обладнали в колишньому храмі кімнату для проведення допитів своїх ворогів, повісивши на її стінах замість ікон плакати й об'яви. Не зберігся і сам будинок київських генерал-губернаторів на Інститутській вулиці, 40. Його було зруйновано у травні (чи червні) 1920 року потужним вибухом влаштованого у ньому білополяками складу боєприпасів і 1925 року остаточно розібрано. Сьогодні на місці цієї історичної будівлі височать житлові багатоповерхові будинки № 18 і № 20/8.